# Danske Populærautorer
Danske Populærautorer (forkortet DPA) er en dansk forening af komponister og tekstforfattere der laver underholdnings-, film- og børnemusik. Foreningen blev stiftet i 1918 med navnet Dansk Revyforfatter og Komponistforbund. Der var 254 medlemmer i 1995 .